# Edmund von Lippmann
Pour les articles homonymes, voir Lippmann.
Edmund Oskar von Lippmann (né le 9 janvier 1857 à Vienne, mort le 24 septembre 1940 à Halle) est un historien des sciences et chimiste allemand.

## Biographie
Edmund Oskar von Lippmann est le fils d'un fabricant de sucre. Il étudie à partir de 1874 la chimie à l'École polytechnique fédérale de Zurich puis, à partir de 1877, à l'université de Heidelberg. Il y effectue son doctorat sous l'égide de Robert Bunsen. Sa thèse a pour titre Der Zucker, seine Derivate und sein Nachweis. En 1881, Lippmann devient directeur de l'usine sucrière de Duisbourg, puis en 1884 de la toute nouvelle usine sucrière de Rositz, près d'Altenbourg.
De 1890 à 1926, il travaille dans une des plus grandes sucreries de Halle, avec de faibles connaissances acquises dans les manuels de chimie du sucre, en autodidacte.